# Hemipenthes ruficollis
Hemipenthes ruficollis är en tvåvingeart som först beskrevs av Jacques-Marie-Frangile Bigot 1892.  Hemipenthes ruficollis ingår i släktet Hemipenthes och familjen svävflugor. Inga underarter finns listade i Catalogue of Life.